# Adaptations du roman Les Misérables

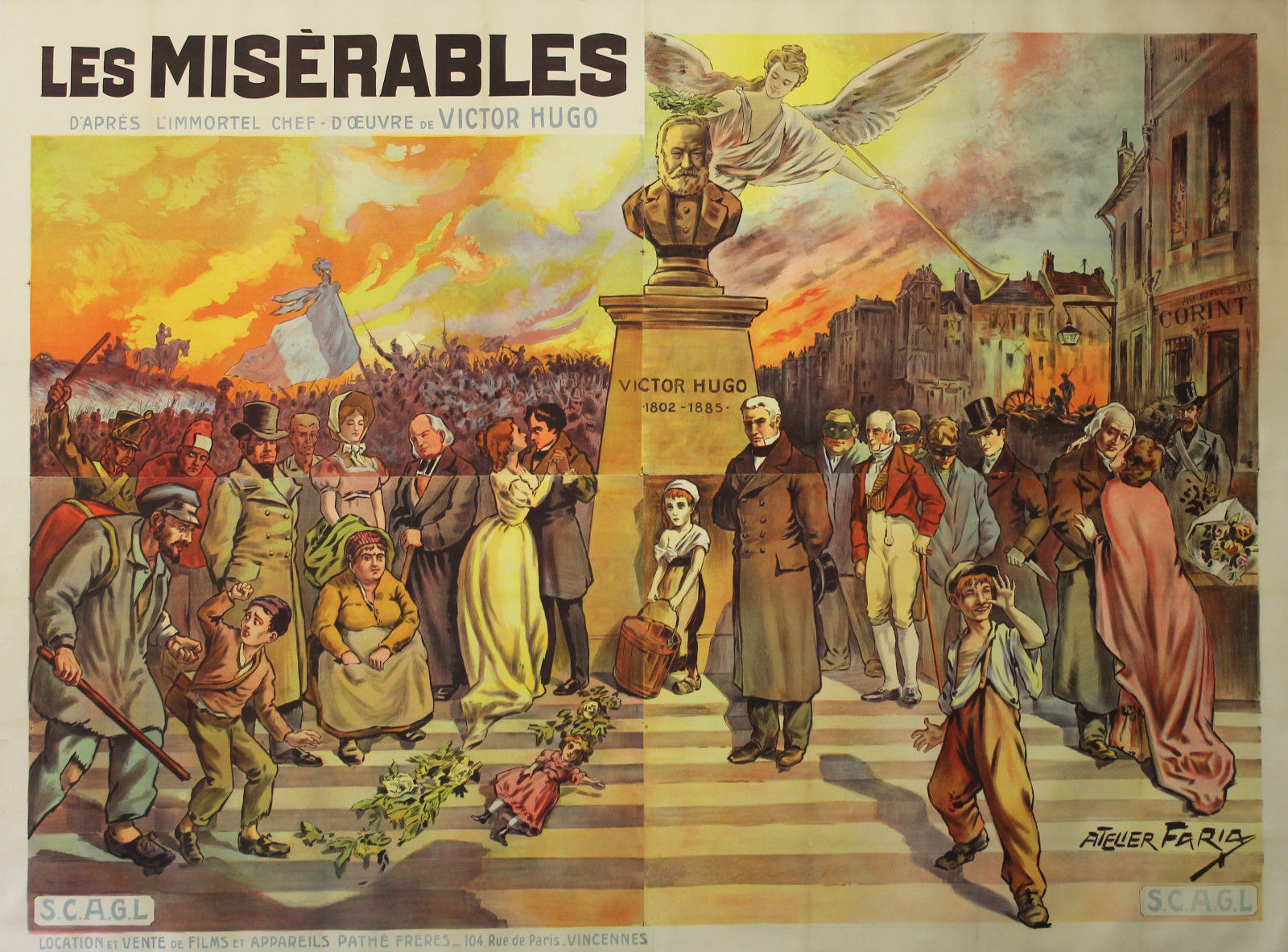
Affiche de l'adaptation cinématographique réalisée par Albert Capellani (1912).

Les Misérables, roman-fleuve de Victor Hugo publié en 1862, a fait l'objet de nombreuses adaptations dans divers médias : cinéma, télévision, comédie musicale, bande dessinée.

## Suite
François Cérésa a donné en 2001 une suite controversée aux Misérables, avec deux livres intitulés Cosette ou le temps des illusions et Marius ou le fugitif. Des descendants de Victor Hugo ont attaqué l'auteur en justice, mais ont finalement été déboutés.

## Digression
Olivier Rolin, dans Jusqu’à ce que mort s’ensuive. Sur une page des “Misérables” , met en scène Emmanuel Barthélemy et Frédéric Cournet, personnages du début de la cinquième partie du roman, qui tiennent chacun une barricade lors de la révolution de 1848.

## Parodie
- Les Miséroïdes des Inconnus, fausse bande-annonce d'une adaptation du roman avec Jean-Claude Van Damme dans le rôle de Jean Valjean, se moquant de la violence et de la surabondance de clichés dans le cinéma nord-américain.

## Adaptations

### Bande dessinée
Le roman est adapté en bande dessinée par deux fois :
- une première fois sous le titre Le Mystère des chandeliers par Giovan Battista Carpi, paru en 1989 en Italie dans Topolino et en France en 1991. Les personnages du roman y sont incarnés par les personnages traditionnels de la famille Duck : on retrouve ainsi Picsou renommé Picsou Valjeanjean et Donald Pontmercy représentant Marius. Thénardier est représenté par Pat Hibulaire, Cosette est d'abord Zaza (jeune) puis Daisy (dix ans après), et Gavroche et ses frères apparaissent sous les traits de Riri, Fifi et Loulou[3].
- une seconde fois sous le titre original. Parue en 2006 aux éditions Glénat, les dessins sont de Bernard Capo, le scénario de Daniel Bardet et les couleurs d'Arnaud Boutle.

### Cinéma
- 1906 : L'Enfant sur la barricade, d'Alice Guy
- 1905 : Le Chemineau d'Albert Capellani
- 1909 : Les Misérables, de J. Stuart Blackton
- 1913 : Les Misérables, d'Albert Capellani[4]
- 1913 : Les Misérables (The Bishop's Candelsticks), de Herbert Brenon, adaptation du Tome I. - Livre II
- 1917 : Les Misérables, de Frank Lloyd
- 1922 : Les Misérables
- 1923 : Les Misérables (Aa mujo), de Kiyohiko Ushihara et Yoshinobu Ikeda
- 1925 : Les Misérables, d'Henri Fescourt (6 heures), avec Gabriel Gabrio
- 1929 : Les Misérables (The Bishop's Candlesticks), de Norman McKinnell, première adaptation sonore
- 1929 : Les Misérables (Aa mujo), de Seika Shiba
- 1931 : Jean Valjean, de Tomu Uchida
- 1934 : Les Misérables, de Raymond Bernard, avec : Harry Baur (Jean Valjean), Charles Vanel (Javert), Florelle (Fantine), Josseline Gael (Cosette), Jean Servais (Marius), Orane Demazis (Éponine), Charles Dullin (Thénardier), Marguerite Moreno (Mme Thénardier) (4 h 25 min)
- 1935 : Les Misérables, de Richard Boleslawski, avec : Fredric March (Jean Valjean), Charles Laughton (Javert), Rochelle Hudson (Cosette), Florence Eldridge (Fantine), Frances Drake (Éponine), John Beal (Marius), Ferdinand Gottschalk (Thénardier), Jane Kerr (Mme Thénardier) (1 h 49 min)
- 1937 : Gavroche (Gavrosh), de Tatyana Lukashevich
- 1938 : La Légende du géant (Kyojin-den), de Mansaku Itami
- 1943 : Les Misérables (Los Miserables), film mexicain de Fernando A. Rovero
- 1944 : Les Misérables (El Boassa), film arabe de Kamal Selim
- 1948 : Les Misérables ou L'Évadé du bagne (I miserabili), de Riccardo Freda, avec : Gino Cervi (Jean Valjean), Valentina Cortese (Cosette / Fantine), Hans Hinrich (Javert), Aldo Nicodemi (Marius). Film en deux parties de 90 min : Chasse à l'homme et Tempête sur Paris.
- 1949 : Les Nouveaux Misérables, d'Henri Verneuil
- 1950 : Anges et démons (Re Mizeraburu : Kami to Akuma), de Daisuke Ito
- 1950 : Les Misérables (Ezai Padum Pado), de K. Ramnoth
- 1952 : Les Misérables (La Vie de Jean Valjean), de Lewis Milestone, avec : Michael Rennie (Jean Valjean), Debra Paget (Cosette), Sylvia Sidney (Fantine), Robert Newton (Javert), Cameron Mitchell (Marius)
- 1952 : Les Misérables (I miserabilli), réédition du film de 1948
- 1955 : Les Misérables (Kundan), de Sohrab Modi
- 1958 : Les Misérables, de Jean-Paul Le Chanois, avec : Jean Gabin (Jean Valjean), Bernard Blier (Javert), Danièle Delorme (Fantine), Béatrice Altariba (Cosette), Bourvil (Thénardier), Giani Esposito (Marius), Silvia Monfort (Éponine), Elfriede Florin (La Thénardier) (3 h 37)
- 1961 : Jean Valjean de Seung-ha Jo
- 1967 : Les Misérables (Sefiller) film turc de Zafer Davutoglu
- 1978 : Les Misérables (Al boasa)
- 1982 : Les Misérables, de Robert Hossein, avec : Lino Ventura (Jean Valjean), Michel Bouquet (Javert), Jean Carmet (Thénardier), Evelyne Bouix (Fantine), Christiane Jean (Cosette), Frank David (Marius), Françoise Seigner (Mme Thénardier), Candice Patou (Éponine) — À noter l'existence d'une version plus longue de 30 minutes, scindée en quatre parties, présentée à la télévision en 1985.
- 1995 : Les Misérables, de Claude Lelouch, avec : Jean-Paul Belmondo (Jean Valjean), Philippe Khorsand (Javert), Michel Boujenah (André Ziman), Alessandra Martines (Madame Ziman), Ticky Holgado (L'Addition), Annie Girardot (Madame Thénardier), Philippe Léotard (Thénardier), Jean Marais : L'évêque (1942) / Monseigneur Myriel, Salomé Lelouch (Salomé Ziman)
- 1998 : Les Misérables, de Bille August, avec : Liam Neeson (Jean Valjean), Geoffrey Rush (Javert), Claire Danes (Cosette), Uma Thurman (Fantine), Hans Matheson (Marius)
- 2012 : Les Misérables, de Tom Hooper, avec : Hugh Jackman (Jean Valjean), Russell Crowe (Javert), Sacha Baron Cohen (Thénardier), Helena Bonham Carter (Mme Thénardier), Anne Hathaway (Fantine), Amanda Seyfried (Cosette), Eddie Redmayne (Marius), Samantha Barks (Éponine), Aaron Tveit (Enjolras)
- 2026 : Les Misérables de Fred Cavayé, avec : Vincent Lindon (Jean Valjean)

### Télévision
- 1958 : Os Miseráveis de Dionísio Azevedo
- 1961 : Cosette d'Alain Boudet, Le Théâtre de la jeunesse de Claude Santelli
- 1962 : Gavroche d'Alain Boudet, Le Théâtre de la jeunesse de Claude Santelli
- 1963 : Jean Valjean d'Alain Boudet, Le Théâtre de la jeunesse de Claude Santelli
- 1967 : Les Misérables, feuilleton télévisé britannique en 10 épisodes
- 1967 : Os Miseráveis de Walter Negrao
- 1972 : Les Misérables, de Marcel Bluwal, avec : Georges Géret (Jean Valjean), Bernard Fresson (Javert), Nicole Jamet (Cosette), Anne-Marie Coffinet (Fantine), François Marthouret (Marius), Hermine Karagheuz (Éponine), Alain Mottet (Thénardier), Micha Bayard (Mme Thénardier), Gilles Maidon (Gavroche), Jean-Luc Boutté (Enjolras)
- 1973 : Los Miserables, de Antulio Jiménez Pons (es)
- 1978 : Les Misérables, de Glenn Jordan avec : Richard Jordan (Jean Valjean), Anthony Perkins (Javert), Caroline Langrishe (Cosette), Angela Pleasence (Fantine), Christopher Guard (Marius), Ian Holm (Thénardier)
- 2000 : Les Misérables, de Josée Dayan, avec : Gérard Depardieu (Jean Valjean), John Malkovich (Javert), Virginie Ledoyen (Cosette), Charlotte Gainsbourg (Fantine), Christian Clavier (Thénardier), Jeanne Moreau (Mère Innocente), Veronica Ferres (Mme Thénardier), Asia Argento (Éponine), Enrico Lo Verso (Marius), Steffen Wink (Enjolras), Jérôme Hardelay (Gavroche)
- 2014-2015 : Los miserables, telenovela de Telemundo en 119 épisodes, s'inspirant librement du roman
- 2018 : Les Misérables (en), mini-série de Tom Shankland (en) en six épisodes
« Le ton est parfois grandiloquent, le trait un chouïa caricatural et la tentation de verser dans le mélo jamais très loin. Et on ne vous parle pas de l’envahissante bande sonore de John Murphy, qui veut absolument dicter nos émotions… Au bout du compte, qu’apporte cette nouvelle version ? Une distribution placée sous le signe de la diversité culturelle, laquelle confirme que le petit écran évolue lentement mais sûrement. » (Manon Dumais, Le Devoir, 13 avril 2019)

### Dessins animés
- 1977 : Cosette
- 1979 : Jean Valjean Monogatari (L'Histoire de Jean Valjean), téléfilm d'animation de Takashi Kuoka
- 1981 : Les Misérables, téléfilm d'animation
- 1988 : Les Misérables, téléfilm d'animation
- 1992 : Les Misérables, série télévisée d'animation en 26 épisodes
- 1993 : Les Misérables, téléfilm d'animation
- 2007 : Les Misérables : Shôjo Cosette, série télévisée d'animation en 52 épisodes (Nippon animation)[5].

### Comédie musicale

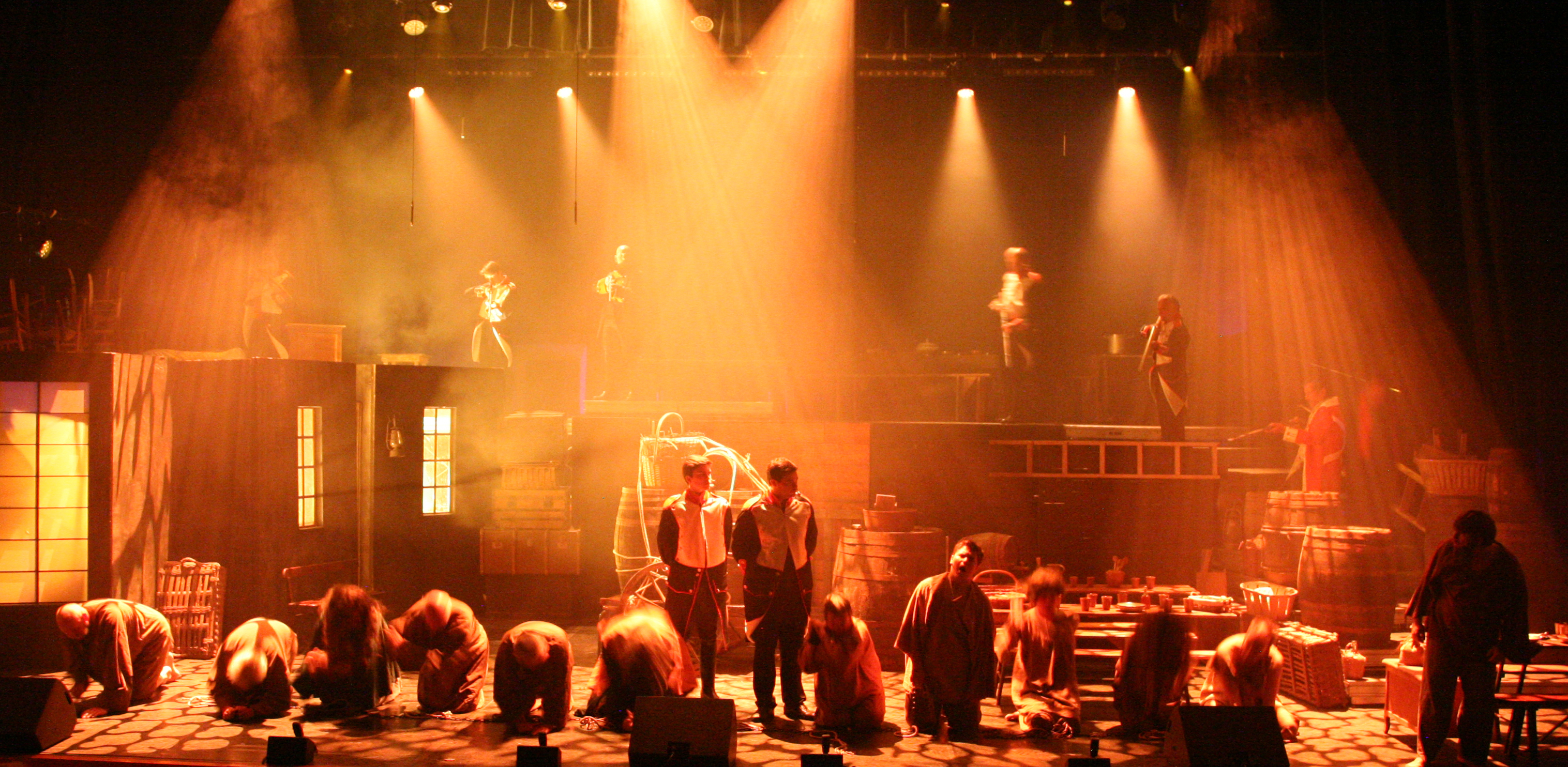
La comédie musicale adapté du livre, ici jouée à Romorantin-Lanthenay en 2015.

- 1980 : Les Misérables, musique de Claude-Michel Schönberg et livret d'Alain Boublil et Jean-Marc Natel, en français, création sur scène au Palais des sports de Paris dans une mise en scène de Robert Hossein
- Version anglaise avec un livret signé Herbert Kretzmer créée à la scène londonienne en 1985[7], orchestrations originales de John Cameron, production de Cameron Mackintosh, à Londres et à Broadway.
- Depuis 1991, la version anglaise a été remaniée plusieurs fois et présentée sans discontinuité sur la scène internationale, atteignant ainsi le record de représentations pour ce genre de spectacle.
- En 2024, le Théâtre du Châtelet  remanie la version anglaise en accord avec Cameron Mackintosh, et le livret est traduit en français, rajeuni et modernisé, pour une première série de représentations en novembre et décembre à Paris. La mise en scène est de Ladislas Chollet, les décors de Emmanuelle Roy, les costumes de Jean-Daniel Vuillermoz et c'est Benoit Rameau qui chante Jean Valjean[8].

### Discographie
- 1967 : Les Misérables, raconté par François Périer avec Georges Wilson dans le rôle de Jean Valjean, disque 33 tours, Le Petit Ménestrel.
- 1991 : Les Misérables, raconté aux enfants par Guy Tréjean et 20 grands comédiens avec Claude Giraud dans le rôle de Jean Valjean, Léon Lesacq dans le rôle de Javert, Marianne Giraud dans le rôle de Fantine, coffret 2 CD, Frémeaux & Associés.

### Son et lumière
- 1996 : Les Misérables à Montreuil-sur-Mer, un spectacle imaginé et mis en scène par Dominique Martens sur une musique originale de Dominic Laprise avec des chorégraphies et danses originales de Brigitte Bouyer. Dans la ville même où se déroule la première partie du roman, le spectacle fête sa 20e édition en 2015[9]. Après deux années d'inactivité dues à la pandémie du COVID-19, le spectacle propose sa 25ème et dernière édition en 2022, pour proposer une toute nouvelle version en 2023.
- 2023 : Juliette et les Misérables, nouvelle adaptation toujours à Montreuil-sur-Mer, imaginé et mis en scène par Loïse et Dominique Martens sur une musique originale de Dominic Laprise avec des chorégraphies et danses originales de Brigitte Bouyer. Création vidéo, Théo Gautier ; Création lumière, Corentin Thomasset. Cette nouvelle adaptation raconte toujours l'histoire du roman mais cette fois par le prisme des échanges de lettres entre Victor Hugo et Juliette Drouet[10].

### Théâtre

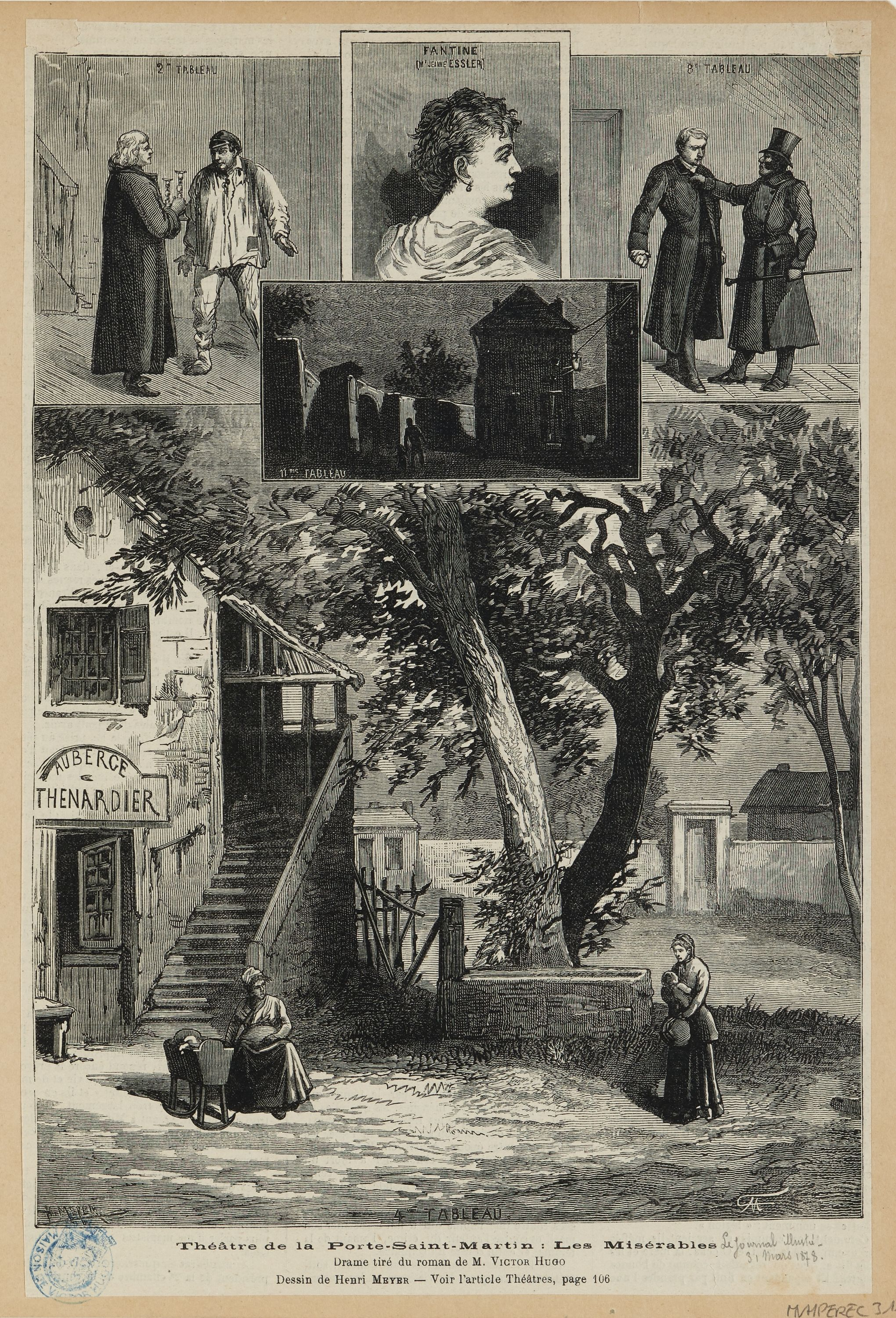
Adaptation interprétée au théâtre de la Porte-Saint-Martin en 1878 (Le Journal Illustré, 31 mars 1878).

- 1863 : Les Misérables, drame en 4 actes, dont un prologue et un épilogue, de Charles Hugo d'après le roman de Victor Hugo, créé au théâtre royal des Galeries à Bruxelles le 3 janvier 1963.
- 1976 : Les Misérables de Paul Achard d'après Victor Hugo, mise en scène Jean Meyer, théâtre des Célestins avec Jean Marais, Jean Meyer, Fernand Ledoux et Jacqueline Jefford[11]
- 1999 : Les Misérables, scénographie et mise en scène de Denis Llorca, dramaturgie de Philippe Vialèles, musique de Pascal Berthier, coproduction La Compagnie du Quartz (Paris), L'Étoile de l'Aube (Saint-Thomé), Les Trétaux de France Jean-Danet, avec Denis Llorca (Jean Valjean), Jean-Paul Zehnacker (Javert). Arènes de Lutèce, tournée[12].
- 2002 : Les Misérables, adaptation de Stephen Shank et Patrick de Longrée, mise en scène de Stephen Shank. Abbaye de Villers-la-Ville, dans le cadre de l'été théâtral de Villers-la-Ville.
- 2006 : Misérables !, adaptation par la Compagnie Annibal et ses Éléphants, spectacle de rue[13].
- 2012 : Les Misérables, adaptation et mise en scène de Manon Montel, compagnie Chouchenko. Vingtième Théâtre, Paris. Reprise en 2014 et 2015.
- 2017 : Les Misérables, adaptation et mise en scène de Manon Montel, compagnie Chouchenko. Lucernaire, Paris[14].
- 2018 : Les Misérables, adaptation de Stephen Shank et Patrick de Longrée, mise en scène de Jacques Neefs. Citadelle de Namur[15].
- 2018 : Les Misérables, adaptation et mise en scène Eric Devanthéry. Théâtre Pitoëff, Genève[16].
- 2022 : Les Misérables, adaptation et mise en rue Emmanuel Moser. Les Batteurs de Pavés, La Chaux-de-Fonds, Suisse[17].

### Danse
- Le Tani Momoko Ballet crée un ballet intitulé Les Misérables à Tokyo en 2003. En 2010, ce ballet reçoit le premier prix du Festival national des arts de l'Agence pour les Affaires culturelles du Japon[18].

### Jeux vidéo
- 2008 : Arm Joe
- 2013 : Les Misérables : Le destin de Cosette[19]

### Mangas
- 2013 : Les Misérables, manga de Takahiro Arai aux éditions Kurokawa (8 tomes).
- 2014 : Les Misérables, une adaptation en manga (en langue anglaise) par les éditions Udon et dans la collection Manga Classics (une collection adaptant les classiques de la littérature en manga). Publié en France en 2016 par les éditions nobi-nobi![20].